# Sint-Amands
Sint-Amands este o comună din regiunea Flandra din Belgia. Comuna este formată din localitățile Sint-Amands, Lippelo și Oppuurs. Suprafața totală este de 15,58 km². La 1 ianuarie 2008 comuna avea 7.887 locuitori. 